# Igoa
Igoa (Igoa en euskera y de forma oficial) es una localidad española y un concejo de la Comunidad Foral de Navarra perteneciente al municipio de Basaburúa Mayor. 
Está situado en la Merindad de Pamplona, en la comarca de Ultzamaldea, y a 31 km de la capital de la comunidad, Pamplona. Su  población en 2014 fue de 81 habitantes (INE), su superficie es de 9,18 km² y su densidad de población de 8,82 hab/km².

## Geografía física

### Situación
La localidad de Igoa está situada en la parte norte del municipio de Basaburúa Mayor a una altitud de 752 m s. n. m. Su término concejil tiene una superficie de 9,18 km² y limita al norte con los municipios de Erasun, Saldías y Beinza-Labayen; al este con el concejo de Oroquieta-Erviti; al sur con el término de Aizároz y al oeste con el concejo de Arrarás.
|                | Norte: Eransus, Saldías y Beinza-Labayen |                        |
| Oeste: Arrarás |                                          | Este: Oroquieta-Erviti |
|                | Sur: Aizároz                             |                        |

## Demografía

### Evolución de la población
| Gráfica de evolución demográfica de Igoa entre 2000 y 2011 |
|                                                            |
| Datos según el nomenclátor publicado por el INE.           |